# Bob Kulick
Bob Kulick (16. ledna 1950, Queens, New York, New York, USA – 28. května 2020) byl americký rockový kytarista.
V letech 1991 až 1995 hrál ve skupině W.A.S.P., s níž nahrál alba The Crimson Idol (1992) a Still Not Black Enough (1995). Spolupracoval s řadou dalších hudebníků, mezi které patří Paul Stanley, Alice Cooper nebo Lou Reed. Jeho mladším bratrem je kytarista Bruce Kulick, který dvanáct let působil ve skupině Kiss a od roku 2000 hraje s Grand Funk Railroad. Sám Bob Kulick již v sedmdesátých letech s Kiss spolupracoval (Bruce ke skupině nastoupil až v roce 1984). Hrál například na jejich albu Alive II. Roku 1976 odehrál turné s velšským hudebníkem a skladatelem Johnem Calem. V roce 2017 vydal své vůbec první sólové album nazvané Skeletons in the Closet. Podíleli se na něm například jeho bratr Bruce, Dee Snider, Rudy Sarzo či Vinny Appice.